# Мохеле, Нтсу
Клемент Нтсу Седжабанана Мохеле (англ. и сесото Clement Ntsu Sejabanana Mokhehle; 26 декабря 1918 — 6 января 1999) — лесотский политик и учёный, дважды возглавлявший правительство королевства Лесото в 1993—1998 годах.

## Биография
Родился в семье старосты маленькой деревни, также бывшего школьным инспектором. В 1940 году поступил в Университет Форт-Гейра, где изучал точные науки. Будучи студентом, публиковал статьи в газете басуто Mochochonono и участвовал в акциях протеста, что привело к его исключению в 1942 году. Тем не менее, через два года он вернулся в вуз, окончил его, получил степень магистра зоологии, после чего открыл несколько новых видов паразитов.
Еще в студенческие годы он присоединился к Африканскому национальному конгрессу, сыграв значительную роль в создании Молодёжной лиги АНК и став её уставным членом. После возвращения в Лесото продолжил заниматься политикой, а в 1952 году основал Партию Конгресса Басутоленда. Мохеле возглавлял эту партию до 1997 года, когда вышел из её рядов и создал новую партию Конгресс за демократию Лесото (LCD).
В своей политической деятельности боролся против колониального господства британцев, а также выступал за предоставление более широкой автономии его государству. Такие его взгляды повлекли за собой в 1954 году его увольнение с должности школьного учителя. Он также основал влиятельные политические издания Mohlabani и Makatolle.
В 1960 году его партия завоевала достаточно много мест в парламенте, а на состоявшихся в 1965 году партия Конгресса Басутоленда завоевала второе место, уступив лишь Национальной партии басуто Леабуа Джонатана. После выборов Мохеле заключил с королем Мошвешве II неудачный союз, базировавшийся на блокировании провозглашения независимости, если не будут проведены повторные выборы.
В 1970 году партия Мохеле одержала победу на выборах, однако Леабуа Джонатан отказался добровольно передавать власть, объявив в стране чрезвычайное положение и приостановив действие конституции. Таким образом, в стране посредством государственного переворота был установлен авторитарный режим, а многие оппозционеры на год были брошены в тюрьму. 
В 1974 году Партия Конгресса Басутоленда пыталась бороться против власти Джонатана, осуществляя атаки на полицейские участки, но эффективность таких акций была почти нулевой, если не учитывать жертв среди самих протестующих (некоторые были убиты, а многие арестованы). В конце концов Мохеле вынужден был бежать из Лесото и поселиться сначала в Ботсване, затем в Замбии и ЮАР. Во время своей вынужденной эмиграции он сотрудничал с различными организациями, пытавшимися дестабилизировать режим в Лесото.
В 1990 году Мохеле стал почетным доктором Национального университета Лесото, а 1996 — Университета Форт-Гейр.
В феврале 1989 года после свержения Леабуа Джонатана Нтсу Мохеле смог вернуться в Лесото. В 1993 году его партия со значительным отрывом одержала победу на выборах, после чего Мохеле стал премьер-министром. Во время премьерства создал новую партию Конгресс Лесото за демократию. В 1998 году Мохеле вышел в отставку с должностей главы правительства и лидера партии по состоянию здоровья, его сменил вице-премьер Пакалита Мосисили.
Мохеле умер в январе следующего года.